# Lasioglossum botanicorum
Lasioglossum botanicorum är en biart som först beskrevs av Cockerell 1943.  Lasioglossum botanicorum ingår i släktet smalbin, och familjen vägbin. Inga underarter finns listade i Catalogue of Life.